# Seima
La groupe Seima Italiana Spa est une société industrielle dont le siège social est installé à Tolmezzo dans la région du Frioul et dont la spécialité est la conception et la production de feux arrière et intérieurs pour automobiles.
Le groupe est leader européen dans ce secteur avec plus de 40 % du marché neuf et rechange devant Valeo (30 %), Hella (14 %) et les autres (16 %). Il fournit quasiment toutes les marques automobiles. Il produit également des feux arrière pour motocycles et des circuits électroniques pour l'"Information Technology", mais de façon plus marginale avec 15 % du marché.
Son rachat par le groupe Automotive Lighting, filiale du groupe italien Magneti-Marelli, a donné lieu à un avis favorable de la Commission européenne rendu le 29 mai 2000.